# Лавринович Микола
Микола Лавринович — український громадсько-політичний діяч, селянин з села Пнів. Посол до Галицького крайового сейму 1-го та 2-го скликань (обирався від округу Надвірна — Делятин, від IV курії, входив до складу «Руського клубу»). Відзначився небагатослівними домаганнями від польських послів говорити зрозумілою для нього мовою.